# Uta-Maria Schütze
Uta-Maria Schütze, auch Uta Maria Schütze, (* 1944 in Meißen) ist eine deutsche Schauspielerin.

## Leben

### Ausbildung und Theater
Uta Maria Schütze wuchs in Meißen auf, wo sie auch ersten Schauspielunterricht erhielt. Von 1963 bis 1967 absolvierte sie eine Schauspielausbildung an der Hochschule für Musik und Theater „Felix Mendelssohn Bartholdy“ in Leipzig. Es folgten Festengagements am Theater Meiningen (1967–1969) und am Landestheater Salzburg (1969–1971). 1971 kam sie an die Bühnen der Stadt Köln, wo sie bis 1973 blieb. Von dort aus ging sie 1973 an das Staatstheater Hannover und war dort von 1973 bis 1978 festes Ensemblemitglied.
Ein weiteres Festengagement hatte sie von 1987 bis 1995 am Stadttheater Aachen. Dort trat sie 1995 als Öffentliche Meinung in der Operette Orpheus in der Unterwelt auf. 1995 spielte sie beim „Düsseldorfer Sommer“ die Rolle der Mutter in dem Märchenstück Das kalte Herz. Danach spielte Schütze mehrfach auf Boulevardbühnen, wie dem Theater an der Kö in Düsseldorf (1996) und der Komödie Bochum (1998). Sie hatte Gastengaments am Theater Aachen (1997), an den Städtischen Bühnen Krefeld (1998) und am Grenzlandtheater Aachen (1999). Von 2000 bis 2005 war sie dann festes Ensemblemitglied am Schauspiel Essen. Dort trat sie u. a. als Frau Brigitte in Der zerbrochne Krug und als Großmutter in dem Märchenstück Die Schneekönigin auf.
Ab 2005 war sie dann ausschließlich freischaffend tätig, mit Engagements am Kasemattentheater der Stadt Luxembourg (2005), an den Städtischen Bühnen Wuppertal (Spielzeit 2005/2006; Frau Direktor Hassenreuther in Die Ratten), am Grenzlandtheater Aachen (2009–2011) und am Arkadaş-Theater in Köln (2014; als Blanche in Was geschah wirklich mit Baby Jane?). Am Grenzlandtheater Aachen spielte sie 2011 die Rolle der Carol in der deutschen Erstaufführung der Boulevardkomödie Noch einmal verliebt von Joe DiPietro.
Zu ihren Bühnenrollen gehörten im Verlaufe ihrer Karriere u. a. die Titelrolle in Minna von Barnhelm, Hamlets Mutter Gertrude in Hamlet, Amalia in Die Räuber, Marthe Rull in Der zerbrochne Krug und die Titelrolle in dem Musical Kiss me, Kate.
Sie arbeitete auch als Schauspiellehrerin, u. a. als Dozentin für Rollenstudium an der Schauspielschule des Theaters Der Keller in Köln.

### Film und Fernsehen
Schütze übernahm neben ihrer Theaterarbeit  immer wieder auch kleinere Rollen in Film und Fernsehen, Schwerpunkt ihrer Tätigkeit als Schauspielerin waren jedoch ihre Arbeiten für das Theater. Eine ihrer ersten Fernsehrollen war die Rolle der Bibliothekarin Fräulein Silvia in den ersten fünf Folgen der Kinderserie Lemmi und die Schmöker (1973). In der Tatort-Folge Geburtstagsgrüße (1974) spielte Schütze die Rolle der Nachbarin Frau Wolf. 2009 war sie in dem ZDF-Fernsehfilm Diamantenhochzeit als Gabriele Dähnert zu sehen; sie spielte die Mutter der Braut. In dem Spielfilm Transpapa (2012) hatte sie die kleine Rolle der Nachbarin Frau Brinkler.
Durchgehende Seriennebenrollen hatte sie in den Serien Geliebte Schwestern (1997/98; als Iris Stember, Mutter der Schwesternschülerin Karen Stember) und Die Anrheiner (1998; als Frau Dr. Stetter). Sie hatte außerdem Episodenrollen in den Serien Stadtklinik (1996), Unter uns (1997), Die Wache (2001) und Lindenstraße (2008; als Angela Seibert, Suzannes Mutter). 2012 hatte sie eine Episodenhauptrolle in der Fernsehserie SOKO 5113; sie spielte die Rolle der Pflegemutter Agnes Färber. In dem zweiteiligen Taunuskrimi Die Lebenden und die Toten (Erstausstrahlung: Januar 2017) war sie, an der Seite von Peter Lerchbaumer, als Lydia Winkler zu sehen, deren Tochter beim Joggen an einer Hirnblutung stirbt, und die gemeinsam mit ihrer Familie über eine Organspende entscheiden soll. In der ZDF-Krimireihe Helen Dorn (2019) verkörperte sie die 72-jährige Zeugin Ursula Schönbach. In der 7. Staffel der ZDF-Serie Heldt (2019) übernahm Schütze eine Episodenrolle als pflegebedürftige Patientin Alberta Schmäle.
Schütze lebt in Köln.

## Filmografie (Auswahl)
- 1961: Der Mann mit dem Objektiv
- 1973: Lemmi und die Schmöker (Fernsehserie, 5 Folgen)
- 1984: Tatort – Geburtstagsgrüße (Fernsehreihe)
- 1996: Stadtklinik (Fernsehserie, Folge: Der Revolutionär)
- 1997: Unter uns (Fernsehserie)
- 1997/1998: Geliebte Schwestern (Fernsehserie; Seriennebenrolle)
- 1998: Die Anrheiner (Fernsehserie; Seriennebenrolle)
- 2001: Die Wache (Fernsehserie, Folge: Kein Leben, keine Gnade)
- 2008: Lindenstraße (Fernsehserie, Folge: Wer sich ewig bindet)
- 2009: Diamantenhochzeit (Fernsehfilm)
- 2012: Transpapa (Spielfilm)
- 2012: SOKO 5113 (Fernsehserie, Folge: Ausgekocht)
- 2017: Die Lebenden und die Toten – Ein Taunuskrimi (Fernsehzweiteiler)
- 2017: Rentnercops (Fernsehserie, Folge: Freiheit)
- 2019: Helen Dorn: Nach dem Sturm (Fernsehreihe)
- 2019: Heldt (Fernsehserie, Folge: Nicht pflegeleicht)
- 2021: SOKO Köln (Fernsehserie, Folge: Der Mann ohne Namen)
- 2023: Tatort: Abbruchkante